# Snagora
Snagora (2005) es una banda andaluza (Málaga) de hard rock / Heavy metal formada por miembros provenientes de diferentes bandas locales.

## Reseña biográfica
En 2004 los hermanos Romero fundan Snágora y se lanzan a buscar músicos para completar la banda, en 2005 consiguen una formación estable. A mediados del año 2006 lanzan una demo con el mismo nombre de la banda y empiezan a tocar en diferentes festivales y salas. Snágora se dedica al directo exclusivamente en los años venideros, en 2013 preparan a modo de homenaje dos conciertos especiales versioneando a Sangre Azul, uno en la ciudad natal de la banda (Málaga) y otro en el festival Leyendas del Rock. En 2016 editan su primer trabajo "Larga espera" obteniendo un gran reconocimiento por parte del público y de la prensa especializada e iniciando una gira a la que llaman "Se acabo la espera tour" que les lleva a recorrer buena parte de España.  A finales de la primavera de 2018 se marcha del grupo el guitarrista José Miguel Diaz (Jomi), Alberto Mancera se une a Snágora entonces para ocuparse de las guitarras. En 2019 la banda sale de nuevo a la palestra para presentar en directo a Alberto con una decena de conciertos en diferentes salas, a la vez que entran de lleno en la preproducción de nuevos temas que registrar en el estudio. 

## Discografía
- Snagora (demo) (2006)
- Larga espera (2016)

## Miembros
- Francis "Fran" Romero (Voz) - 2004
- Juan Antonio Romero "Matute" (Bajo) - 2004
- Alberto Manceras (Guitarra) - 2018
- Juan Carlos Moreno "Juankar"(Guitarra) - 2006
- Miguel "Lima" Pinto (batería) - 2005

- Jose Migel Díaz "Jomi" (Guitarra) - 2005/2018

- Datos: Q47501981